# Red Buttons
Red Buttons, właściwie Aaron Chwatt (ur. 5 lutego 1919 w Nowym Jorku, zm. 13 lipca 2006 w Los Angeles) – amerykański aktor, laureat Oscara.

## Życiorys
Pochodził z rodziny żydowskiej. W młodości służył w marynarce wojennej oraz pracował jako kelner; z tego czasu pochodził jego sceniczny pseudonim, przezwisko „Red Buttons” nawiązujące do ubioru i rudych włosów, nadane przez jednego z pracodawców. Jako aktor znany był głównie z ról komediowych, w latach 50. prowadził m.in. własny program The Red Buttons Show, który przyniósł mu telewizyjną nagrodę Emmy.
W 1958 otrzymał Oscara za najlepszą męską rolę drugoplanową w filmie Sayonara. Odtwarzał, u boku m.in. Marlona Brando, postać amerykańskiego lotnika stacjonującego w Japonii, zmagającego się z problemami konfliktu kultur i rasizmu na tle własnej miłości do Japonki. Rola ta przyniosła mu również Złoty Glob. Do Złotego Globu, także w kategorii najlepsza drugoplanowa rola męska, był jeszcze nominowany dwukrotnie – w 1966 za Harlow i w 1970 za Czyż nie dobija się koni?
Z innych ról filmowych Reda Buttonsa można wymienić Hatari!, The Longest Day, The Poseidon Adventure, Pete’s Dragon. W latach 80. występował w It's Garry Shandling's Show, pojawiał się również w serialu Ostry dyżur, a wcześniej w programach Deana Martina. Wyróżniony gwiazdą na Hollywood Walk of Fame, był trzykrotnie żonaty.

### Śmierć
Zmarł 13 lipca 2006 roku z powodu choroby naczyniowej na jaką cierpiał od jakiegoś czasu. Umarł w swym domu w Century City niedaleko Los Angeles. Miał 87 lat. W chwili śmierci towarzyszyła mu rodzina.

## Filmografia
- 1966: Ringo Kid jako Mr. Peacock
- 1957: Sayonara jako Airman Joe Kelly